# Нижньокамська ТЕЦ-2
55°34′41″ пн. ш. 51°56′41″ сх. д. / 55.57806° пн. ш. 51.94472° сх. д.
Нижньокамська ТЕЦ-2 — теплова електростанція у Татарстані.
В 1979—1987 роках на майданчику станції стали до ладу дев'ять парових котлів виробництва Таганрозького котельного заводу типу ТГМЕ-464 продуктивністю по 500 тонн пари на годину. Вироблена ними пара живила п'ять парових турбін виробництва Уральського турбінного заводу:
- дві запущені в 1979 та 1980 роках турбіни типу ПТ-135/165-130/15 потужністю по 135 МВт (станційні номери 1 та 2);
- введену в 1980-му турбіну типу Р-40-130/31 потужністю 40 МВт (номер 3);
- дві запущені в 1980 та 1983 роках турбіни типу Р-100-130/15 потужністю по 100 МВт (номери 4 та 5).

Для збільшення теплової потужності ТЕЦ в 1979 та 1980 роках отримала два водогрійні котли від Барнаульського котельного заводу типу ПТВМ-180 продуктивністю по 180 Гкал/год.
В якийсь момент через нестачу теплового навантаження турбіну № 4 переномінували на Р-70-130/15 зі зменшенням потужності до 70 МВт, а турбіну № 5 з 2009 року вивели з експлуатації. Щоб виправити цю ситуацію вирішили збільшити електричну потужність та додати дві парові турбіни від Уральського турбінного заводу типу К-110-1,6 потужністю по 110 МВт (номери 6 та 7). Вони стали до ладу в 2015 році та дозволили повернути до роботи з потужністю 97 МВт турбіни № 4 та № 5.
Таким чином, загальна потужність станції досягнула 724 МВт при тепловій потужності 1580 Гкал/год.
Станція використовує природний газ, що первісно міг надходити по газопроводах Міннібаєво – Іжевськ та Соковка – Нижньокамськ, а наразі також по перемичці Можга — Нижньокамськ.
Для видалення продуктів згоряння призначені дві труби, щонайменше одна з яких має висоту 250 метрів.
Воду для охолодження отримують із річки Кама.
Видача продукції відбувається по ЛЕП, що працюють під напругою 220 кВ та 110 кВ.